# Boris Annenkov
Pour les articles homonymes, voir Annenkov.
Boris Vladimirovitch Annenkov (en russe : Борис Владимирович Анненков) est un ataman des cosaques de Sibérie, général major et commandant de l’armée de Semiretchie,.

## Biographie
Petit-fils du décabriste Ivan Annenkov, Boris Vladimirovitch naît dans la famille de Vladimir Ivanovitch Annenkov, colonel à la retraite, et fait partie de la noblesse de Volhynie.
Formé à l’école des cadets d'Odessa et à l’école militaire Alexandre de Moscou, Boris Annenkov entame son service dans le 1er régiment de cosaques de Sibérie avant de passer dans le 4e régiment de cosaques de Sibérie à Kokchetaou. En 1914 une mutinerie éclate dans le régiment et Annenkov est désigné commandant temporaire par les mutins. Condamné à 1 an et 4 mois d’emprisonnement il ne purge pas sa peine mais est envoyé au front contre l’armée allemande.
Pour sa valeur au combat il reçoit entre 1915 et 1917 une épée de Saint-Georges ainsi que la Légion d’honneur des mains du général Pau.
Après les révolutions de 1917 Annenkov est renvoyé en décembre à Omsk avec ses hommes afin de dissoudre l’unité à caractère contre-révolutionnaire. Refusant de se laisser désarmer il entame alors la lutte contre les bolchéviques.
En mars 1918 il est élu ataman des cosaques de Sibérie par une assemblée cosaque dont la légalité est disputée. Il combat les troupes rouges dans le sud de l’Oural et l’Asie centrale et devient le commandant de l’armée indépendante de Semiretchie en août 1919. Durant l’hiver 1919-1920 il intègre à ses troupes les forces du général Doutov.
Au printemps 1920 Annenkov est obligé de se replier en direction de la frontière chinoise. Le 28 avril il franchit la frontière avec le reste de ses hommes et s’établit à Ürümqi. Les autorités chinoises l’arrêtent en mars 1921 et il ne sera libéré que trois ans plus tard grâce aux efforts du général Denissov et au soutien de représentants britanniques et japonais.
Le 7 avril 1924, Annenkov est capturé par Feng Yuxiang et livré aux tchékistes actifs dans la région. Déporté en Union soviétique, il est fusillé le 25 août 1927 à Semipalatinsk en compagnie de Denissov.

## Cultures et médias

### cinéma et télévision
- 1933 : Annenkovchtchina (Анненковщина), film de Nikolaï Beresnev où le rôle d'Annenkov est joué par Boris Livanov